# Košarisko (Niżne Tatry)
Košarisko (1695 m) – szczyt w zachodniej części Niżnych Tatr na Słowacji, w masywie Prašivej. znajduje się w głównym grzbiecie wododziałowym Niżnych Tatr, ok. 1,2 km na północny wschód od szczytu Veľkiej Chochuli. Nie jest szczytem wybitnym. Jest to raczej wyraźne wypiętrzenie grzbietu, o płaskim, halnym wierzchołku, stanowi jednak zwornik dla odgałęziającego się tu ku południowi potężnego ramienia Ondrejskiej i Ráztockiej holi.

## Opis szczytu
Nazwa szczytu pochodzi z dawnego języka wołoskiego, gdzie słowo koszar (lub koszor) oznaczało przenośną zagrodę dla owiec na hali. Wiąże się z dawniej szeroko rozwiniętym tu pasterstwem i określa miejsce, w którym zwyczajowo stawiano takie zagrody.
Stoki Košariska są dość strome, porośnięte głównie roślinnością trawiastą, jedynie miejscami przetykaną płatami kosodrzewiny i na skutek tego zimą bardzo lawiniaste. Na północnych stokach szczytu znajduje się pomnik 5 ofiar lawiny.

## Turystyka
Trawersując stoki Košariska, wzdłuż głównego grzbietu niżnotatrzańskiego, biegnie czerwono znakowany, dalekobieżny szlak turystyczny, tzw. Cesta hrdinov SNP. Pod szczytem Košariska krzyżuje się z nim niebiesko znakowany szlak z miejscowości Nemecká w dolinie Hronu. Na szczyt wyprowadza nieznakowana ścieżka. Ze szczytu rozległa panorama widokowa na główną część Niżnych Tatr, niewiele gorsza niż z sąsiedniej Wielkiej Chochuli.

## Szlaki turystyczne
odcinek: Donovaly – Kečka – Hadliarka – sedlo Hadlanka – Kozí chrbát – Przełęcz Hiadelska – Prašivá – Malá Chochuľa – Veľká Chochuľa – Košarisko – Skalka – sedlo pod Skalkou – Veľká hoľa – Latiborská hoľa – sedlo Latiborskej hole – Zámostská hoľa – Sedlo Zámostskej hole – Ďurková – Malý Chabenec – Chabenec
  Nemecká – Ráztoka – Kopcová – nad Kopcovou – Matúšová – pod Ráztockou holou – Košarisko. Czas przejścia: 4.30 h, ↓ 3.45 h

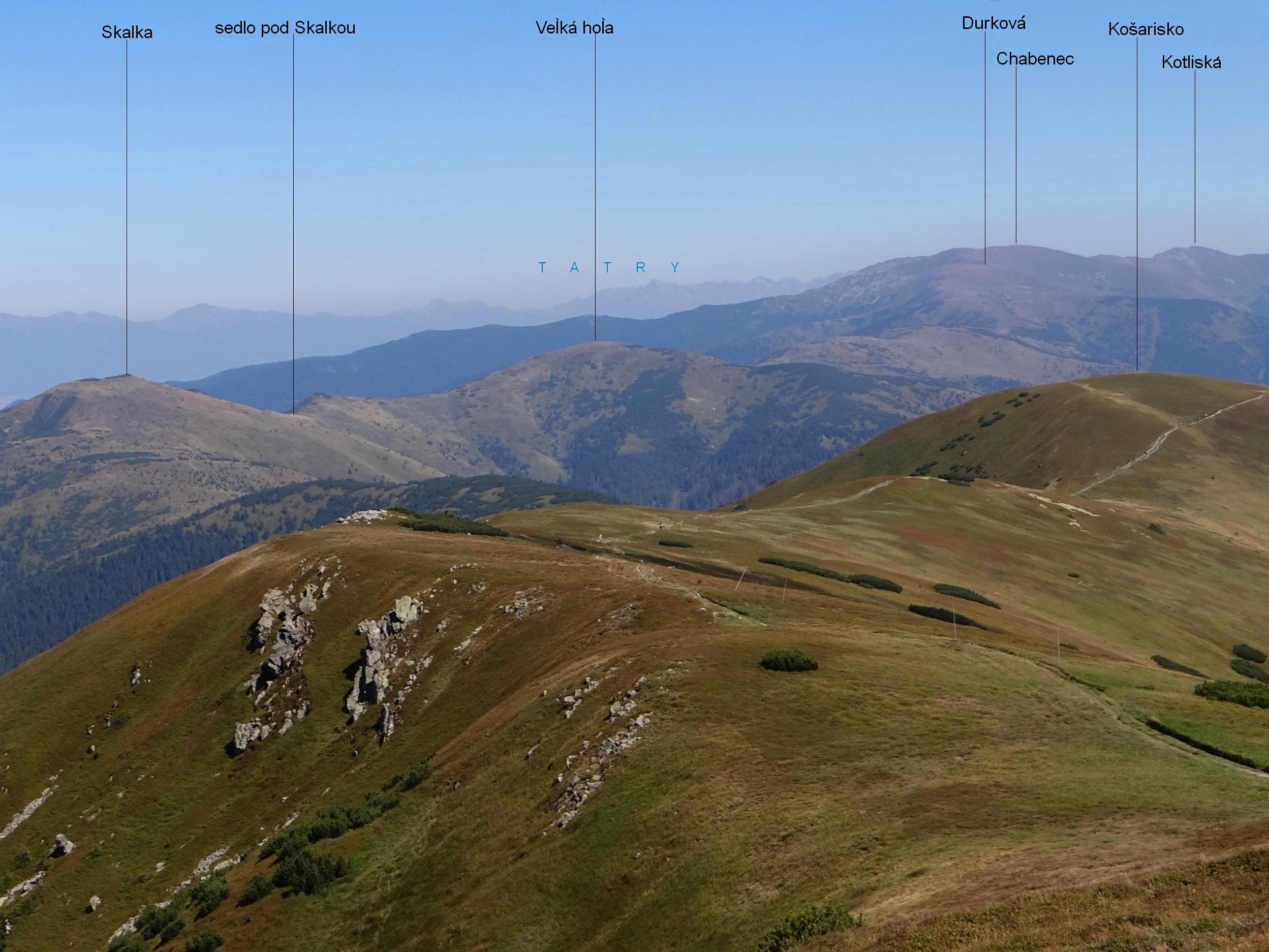
Widok z Veľkiej Chochuli
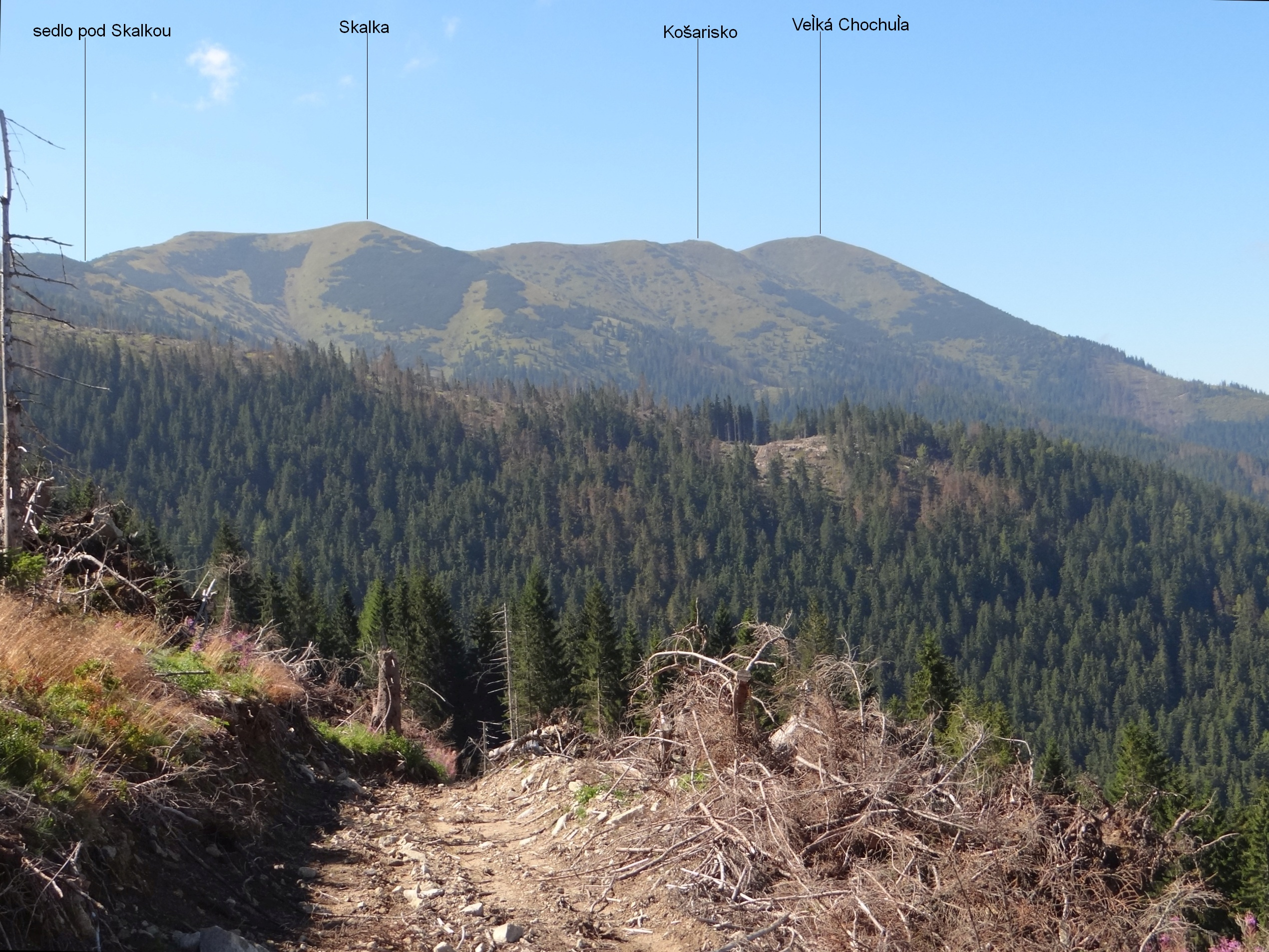
Widok z północnej strony
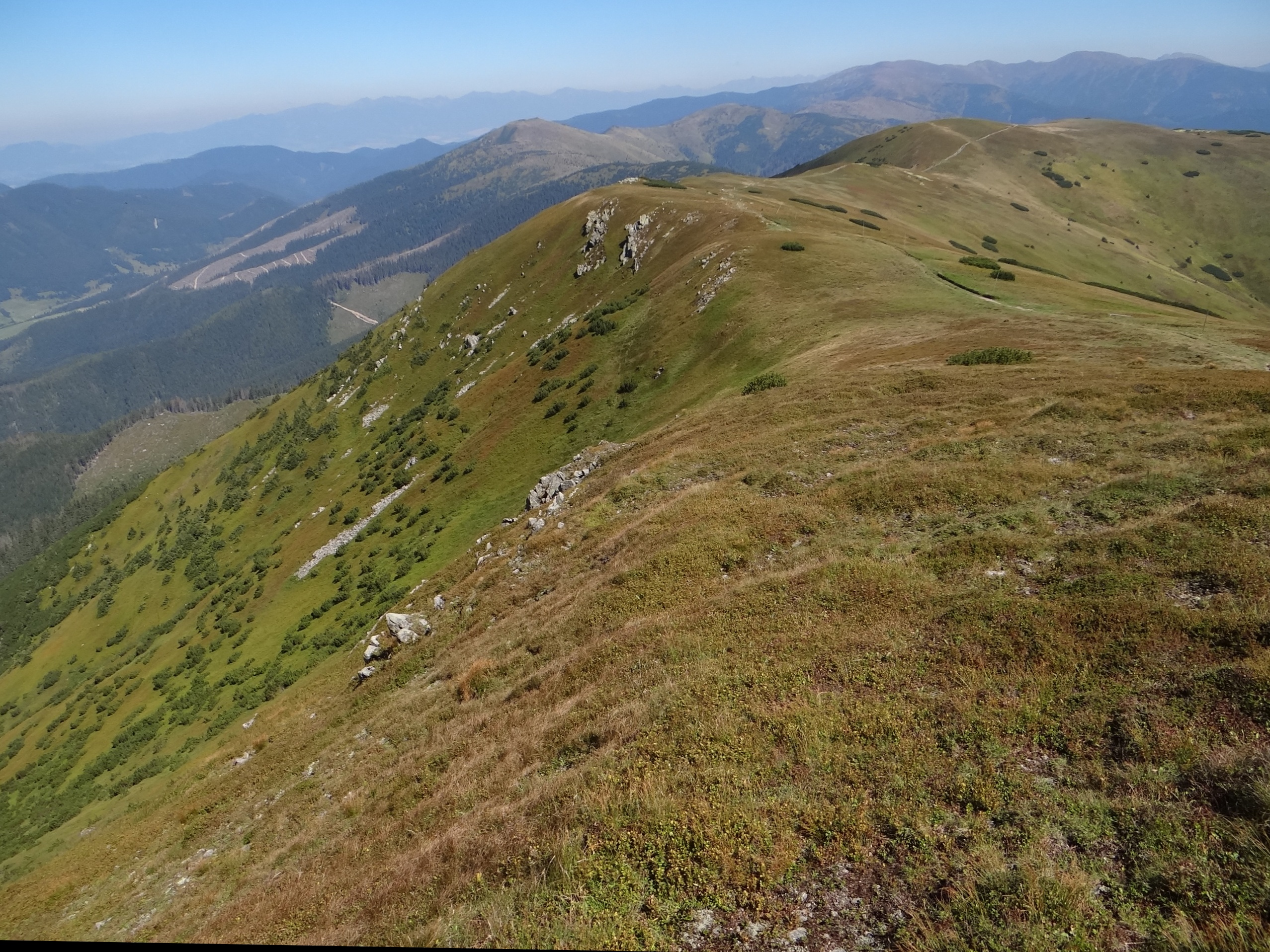
Widok z Veľkiej Chochuli
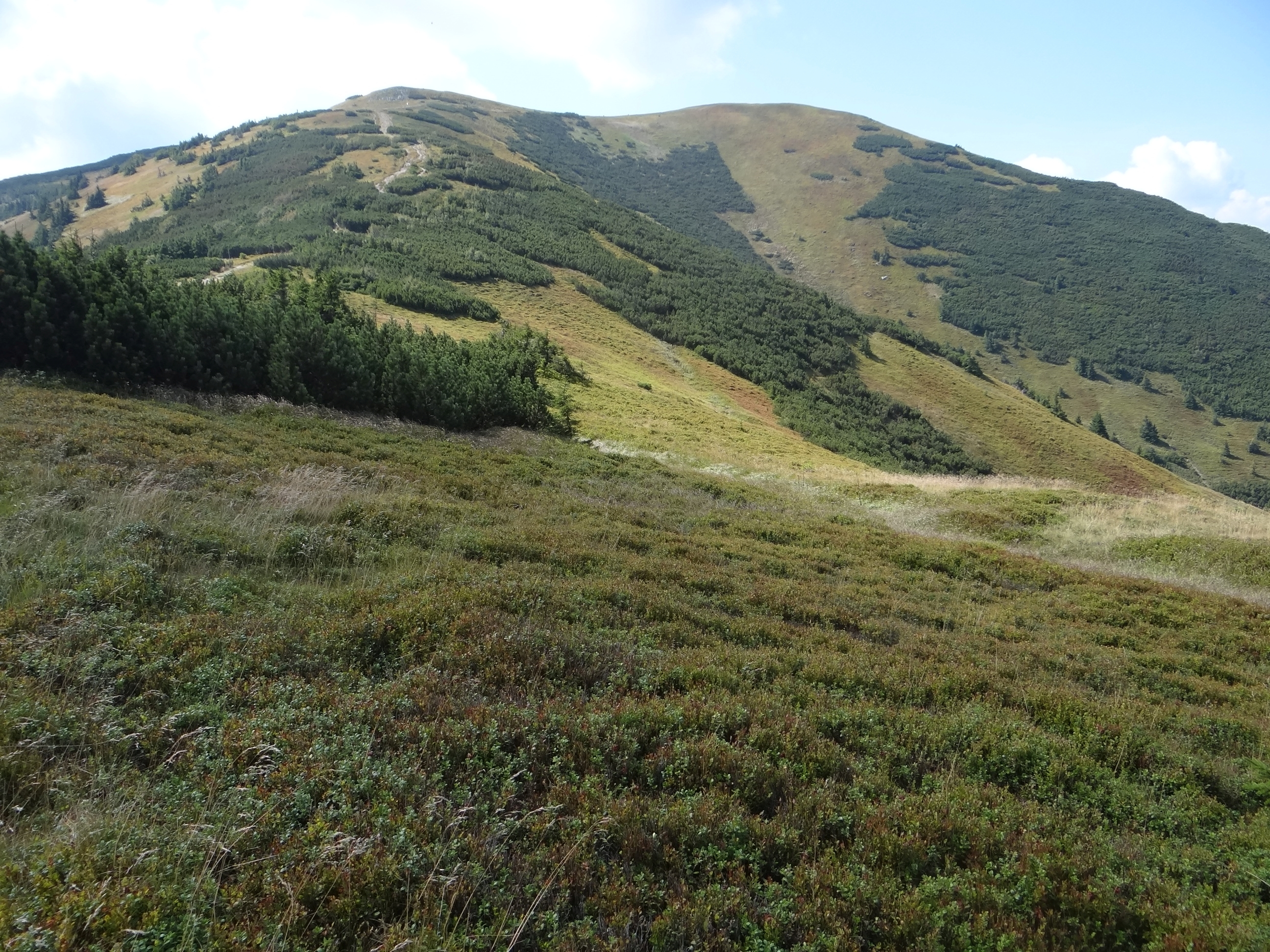
Košarisko, widok od północnego wschodu